# Уди (деревня)
Уди — деревня в Кезском районе Удмуртской республики.

## География
Находится в северо-восточной части Удмуртии на расстоянии приблизительно 18 км на восток по прямой от районного центра поселка Кез.

## История
Известна с 1873 года как починок Над речкой Пыхтой и ключем Пещанки (Уди-починка и Кизили) с 16 дворами. В 1905 (уже починок Удинский) 30 дворов, в 1924 (деревня Удинская)- 34. Современное название с 1932 года. До 2021 года входила в состав Кузьминского сельского поселения.

## Население
Постоянное население составляло 137 человек (1873), 226 (1905), 277 (1924), 129 человек в 2002 году (удмурты 91 %), 74 в 2012.